# 200 South Wacker Drive
200 South Wacker Drive is een wolkenkrabber in Chicago, Verenigde Staten. De bouw van de kantoortoren, die staat aan 200 South Wacker Drive, begon in 1979 en werd 1981 voltooid door Schal Associates, Inc.

## Ontwerp
200 South Wacker Drive is door Harry Weese and Associates in modernistische stijl ontworpen en heeft een hoogte van 152,3 meter. Het gebouw telt 41 verdiepingen en heeft een totale oppervlakte van 78.968 vierkante meter.
De vorm van het gebouw bestaat uit twee driehoekige prisma's, die samen een trapezium vormen. De wolkenkrabber is van beton gemaakt en heeft een aluminium gevel.